# Jean-Claude Rampon
Jean-Claude Rampon (né le 15 avril 1948 à Paris) est un athlète français, spécialiste des courses de fond.

## Biographie
Il est sacré champion de France du 5 000 mètres en 1973 et champion de France en salle du 3 000 mètres en 1978.